# イケダ食品
イケダ食品株式会社（イケダしょくひん）は、熊本県熊本市南区に本社を置く食品メーカーである。佃煮や惣菜、太平燕などの製造を行う。

## 歴史
創業者の亀井英夫は、乾物問屋「亀屋」三代目の亀井覺八郎の次男として生まれ、兵学校から海軍中尉となった。1945年の終戦を青森県三沢飛行場で迎え、列車を乗り継ぎ熊本に帰郷。市街地は熊本大空襲の被害が甚大であったが、新町の生家は無事だった。「小麦粉を用意するからパンを作ってほしい」との、鉄道弘済会関係者の友人に応えてパン窯を設え、パンの製造を始める。続いて、三角西港に製塩工場を開設したが、枝条架法の知識はなく、戦後混乱期の一時的な商いであった。
1945年秋、覺八郎の長男俊弘の戦死の知らせが届く。英夫は1946年4月に京都大学経済学部に入学。1949年4月、「株式会社亀井商店」設立。覺八郎が社長となり、京大を卒業した英夫が常務に就いた。神戸から買い付けた干し大根に、トウガラシや昆布の細切りとともに袋詰めした「ごぶ漬け」は飛ぶように売れた。1958年頃まで、住み込みの店員により椎茸やゴマ、片栗粉、ラードなどの袋詰めが行われ、「フレンド」のブランドと池田食品商会の社名が表記された。1959年12月、亀井商店は熊本市池田町洗出の、水害に遭った漬物工場を買い取り加工包装工場とした。英夫は食品製造を志しており、1963年3月15日、同所にイケダ食品株式会社を設立。英夫が社長、亀井商店加工包装部門を担当していた末弟の敬慎が取締役工場長、その上の弟の良寛は取締役に就任した。1965年、亀井商店は「亀井通産株式会社」に社名変更。その年の11月10日に英夫から良寛に社長を交代したが、1966年11月に良寛が兼任していた亀井通産東京府中営業所長に転任したことに伴い、英夫が社長に復帰している。英夫は1989年4月23日に死去。英夫・和子夫妻の長男である創太郎の勧めで、英夫の妻の和子が社長に就任した。
1989年に海外戦略の第一段として、商社を通じて中国から寿司具材の味付けかんぴょうの輸入を開始。1992年には大連市の大連海友有限公司で冷凍サバ昆布巻の製造委託を開始した。1995年には社長が和子から創太郎に交代している。2007年には自社通販サイト「ぐるまん屋」を立ち上げた。
亀井通産は、メーカーとしてイケダ食品が独立したことに伴いプライベートブランド製造会社「アイホー食品株式会社」を1975年4月に設立。2003年11月に「株式会社ベネフーズ」に社名変更し、2005年12月にフードパル熊本に自社工場を新設。太平燕や南関そうめん、ギフト商品、地産地消商品などを製造した。亀井通産グループの持株会社であるカメイホールディングスよりイケダ食品に対しベネフーズの営業権譲渡の打診があり、2011年3月に同社を吸収合併した。これにより、1991年に業務用食品に特化して以降手薄であった家庭用商品が拡充し、九州以外への販路も広がった。

## 商品
かんぴょうを昆布で巻いた味付け昆布巻き『いけだ巻』は人気商品となった。塩吹き昆布『潮騒』は三島由紀夫の同名の小説から名付けられ、のちに『汐さい』に改められた。昆布の佃煮にうま味調味料をまぶす塩吹き昆布の製法を椎茸の佃煮に応用できないかと考え、瓶詰として商品化。川端康成の同名の小説から『山の音』と名付けられ、贈答品として関東方面へ出荷された。
1978年、業界紙の福岡支社長の仲介により、福岡県久留米市の企業（ここではK社とする）から高級味付椎茸『わび』の受託生産を開始した。前身商品の『山の音』はイケダ食品のオリジナル商品であったが、ブランド力が弱く、利幅の小ささが悩みであった。『わび』はK社のブランドのもとで東京や大阪の百貨店で人気商品となり、イケダ食品ではフル稼働で生産を行った。1988年秋、「商品が固い」とのクレームを理由にK社の社員がイケダ食品の製造現場を視察に訪れた。1991年夏、K社より「『わび』を自社生産に切り替えたい」との申し入れがあった。取引のある熊本市の百貨店の幹部を仲介役とし、同百貨店会議室でK社社長と話し合いを持ったが、「我々には技術もあるし、設備も導入したのでどうしても自社生産にしたい」とのことであった。1988年の視察で生産技術を習得し、密かに生産の準備を進めていたのである。「このような理不尽なパートナーと組んでいては将来性はない」と受託生産中止を決断したが、『わび』の終了で売上の3割、利益の4割を失うことになり、大きなピンチに陥った。採算割れが続いていた家庭用商品からの撤退を決め、業務用製品に特化することとし、創業時からの『いけだ巻』も製造終了を決めた。その頃、社員の一人から他県の「しそ昆布」の売れ行きの情報がもたらされた。当時の熊本では、九州外の佃煮メーカーのしそ昆布が販売されていたが、甘口好みの九州の消費者には辛く感じられる。九州人好みの味付けにした業務用『しそ昆布』はヒット商品になった。
地産地消を重視し、熊本県産材料を使用した佃煮・惣菜・乾物やレトルトカレーを製造販売する。2011年に、農業の魅力を伝える“ノギャル”の藤田志穂がプロデュース、熊本県立八代農業高等学校と共同開発したドライハヤシを発売。2016年には、熊本地震を受けて寄付金付きの「熊本城 復興祈念カレー」を発売した。

## 社屋
創業時の社屋は県立総合体育館前通り（熊本県道31号熊本田原坂線）と熊本市電上熊本線の通りの間にあり、本妙寺前電停や熊本市電坪井線本妙寺通電停に近く通勤には至便な場所にあった。戦前に小学校校舎の古材で建てられた木造の建物は老朽化し、雨漏りや隙間風がひどかった。中には佃煮などを煮る4基の平釜と2代の乾燥機を備えた。1969年秋、同所に新社屋を着工。建設会社に信用がないため鋼材店から資材が届かず、イケダ食品が自ら鋼材を買い付けた。今度は基礎工事の職人が集まらず、イケダ食品の社員が工事を手伝ったエピソードが残る。2階建ての新社屋は1970年4月に完成し、1階に工場と事務所、2階には倉庫と食堂などが入った。
その新社屋も、『わび』の生産を行ったことにより1980年代に入ると手狭になる。1983年、熊本市刈草町にあった住尾製麺が道路拡幅のため移転することとなった。住尾製麺を含む数社で「協同組合城南食品工業団地」を組織する計画が持ち上がり、イケダ食品も組合に参加することとしたが、住尾製麺は単独での移転に方針転換し、この計画は実現しなかった。参加予定だった4社は新たに「協同組合熊本フーズタウン」を結成。組合を作るには8社の参加が必要だったため4社を募り、イケダ食品・清正製菓・山勝・北川天明堂・大倉製菓・松井商店・井上製餡所・南食品の8社で事業を進めた。1987年3月、飽託郡飽田町の熊本フーズタウン内に工場・倉庫・本社事務所からなる新社屋が完成した。飽田町は1991年に熊本市に編入され、2012年には政令指定都市移行に伴い南区の一部となっている。
2011年にベネフーズを吸収合併したことにより、熊本市北区のフードパル熊本にあった同社の工場が、イケダ食品の「フードパル工場」として操業している。